# Cândido Godói
Cândido Godói là một đô thị thuộc bang Rio Grande do Sul, Brasil. Đô thị này có diện tích 246,275 km², dân số năm 2007 là 6641 người, mật độ 26,97 người/km².